# Albatros D.II
De Albatros D.II van de Albatros Flugzeugwerke was in 1916-1917 een van de Duitse standaardjagers. Het was een uiterst stabiel en zeer wendbaar vliegtuig en was samen met de Fokker D.II, een van de belangrijkste redenen waarom de geallieerden tijdens de Eerste Wereldoorlog aan het westfront hun superioriteit in de lucht kwijtraakten. De Albatros was aan de voorkant bewapend met twee Maxim-mitrailleurs.
In het voorjaar van 1917 werden de meeste vliegtuigen vervangen door de Albatros D.III.